# Лонкимай
Лонкимай (исп. Lonquimay) — посёлок в Чили. Административный центр одноимённой коммуны. Население — 3435 человек (2002).   Посёлок и коммуна входит в состав провинции Мальеко и области Араукания.
Территория коммуны —  3914,2 км². Численность населения — 11 096 жителей (2007). Плотность населения — 2,83 чел./км².

## Расположение
Посёлок расположен в 121 км на северо-восток от административного центра области города Темуко и в 148 км на юго-восток от административного центра провинции  города Анголь.
Коммуна граничит:
- на севере — c коммуной Альто-Биобио
- на востоке — с провинцией Неукен (Аргентина)
- на юге — c провинцией Неукен (Аргентина)
- на западе — c коммунами Мелипеуко, Куракаутин
- на северо-западе — c коммуной Килако

## Демография
Согласно сведениям, собранным в ходе переписи Национальным институтом статистики,  население коммуны составляет 11 096 человек, из которых 5959 мужчин и 5137 женщин.
Население коммуны составляет 1,18 % от общей численности населения области Араукания. 66,13 %  относится к сельскому населению и 33,87 % — городское население.